# Phạm Huy
Phạm Huy (1470 - ?) là một tiến sĩ dưới thời vua Lê Thánh Tông, từng làm đến chức Công Bộ đô cấp. Sau khi ông qua đời, nhiều lần được vua các triều Lê, Nguyễn phong tặng các Danh hiệu khác nhau.
Trong công trình Tục thờ thần và thần tích Nghệ An, Sở Văn hoá- Thông tin Nghệ An ấn hành, 2000 (tr. 370-373) PGS. Ninh Viết Giao khẳng định Đền Cổ Bái, xã Đông Hải (nay là xã Phúc Thọ, huyện Nghi Lộc) là nơi thờ Tướng công- Tiến sĩ Phạm Huy (1470- ?), đỗ Đệ tam giáp Tiến sĩ Qúy Sửu, năm Hồng Đức thứ 24 (1493) đời vua Lê Thánh Tông, giữ đến chức Công Bộ đô cấp và từng đi sứ Trung Hoa. Sinh thời, Tướng công thương yêu, đùm bọc dân làng nên được người dân nơi đây kính cẩn lập đền thờ. 
Tộc phả dòng họ Phạm ở làng Cổ Bái còn ghi lại câu chuyện ngày xưa có hai mẹ con từ Hưng Yên dắt díu nhau hành khất qua làng. Thấy ngôi nhà thuộc hàng khá giả trong làng, hai mẹ con liền bước vào xin. Thấy cậu bé chừng 10 tuổi có tên là Phạm Lồng vẻ mặt khôi ngôi tuấn tú, chủ nhà tỏ ý muốn nhận cậu làm con nuôi và chu cấp việc học hành, còn mẹ cậu thì tiếp tục đi hành khất. Phạm Lồng bày tỏ lòng biết ơn với gia chủ tỏ ý không đành để mẹ đi hành khất một mình liền xin cho mẹ cậu được ở lại giúp đỡ việc nhà. Cảm kích trước tấm lòng hiếu để của Phạm Lồng, chủ nhà đồng ý để hai mẹ con cùng ở lại và cải tên cậu thành Phạm Huy với mong ước sự nghiệp của cậu sẽ được huy hoàng.
Phạm Huy ngày càng tỏ rõ sự thông minh hơn người, chẳng bao lâu sức học đã vượt bạn bè đồng trang lứa, người cha nuôi phải gửi cậu sang ông đồ làng bên (nay là xã Nghi Xuân - huyện Nghi Lộc) để tiếp tục được thụ giáo. Khoa thi năm Qúy Sửu, niên hiệu Hồng Đức thứ 24 (1493), Phạm Huy ghi danh bảng vàng với học vị Tiến sĩ, triều đình ban lệnh cho địa phương tổ chức lễ Vinh quy bái tổ.
Sắc phong của vua Cảnh Hưng (triều Lê) đối với công đức Tiến sĩ Phạm Huy.
Nhà báo Giao Hưởng (Báo Lao động, thường trú tại Nghệ - Tĩnh), người sinh ra và lớn lên tại vùng đất này cho biết, lúc còn nhỏ ông được nghe dân làng Cổ Bái kể lại rằng, ngày ấy hai làng xảy ra sự tranh chấp về quyền làm chủ lễ Vinh quy bái tổ của Tiến sĩ Phạm Huy. Làng bên cho rằng, nếu không có thầy đồ nhiều chữ của làng này dạy dỗ thì làm gì có Tiến sĩ Phạm Huy hôm nay. Còn làng Cổ Bái lý luận rằng, nếu không có gia đình cha mẹ nuôi cưu mang thì làm sao có một Phạm Huy giỏi dang để ghi danh bảng vàng. Hơn nữa, từ khi mẹ con Phạm Huy ở lại làng Cổ Bái thì đã là người của làng rồi, cho nên quyền làm lễ phải thuộc về làng Cổ Bái. Không làng nào chịu làng nào, cuối cùng triều đình phải vào cuộc phân xử và phần thắng thuộc về làng Cổ Bái.
Tham gia quan trường, làm đến chức Công Bộ đô cấp sự trung, về hưu lại đưa gia đình về sinh sống tại làng Cổ Bái. Lúc làm quan cũng như khi mãn nhiệm, Phạm Huy luôn thương yêu, chở che và giúp đỡ dân làng. Vì thế, dân làng Cổ Bái tôn ông làm Thành hoàng và lập đền thờ. Các bậc cao niên cho biết, đền làng Cổ Bái tồn tại đến những năm 50 của thế kỷ trước, về sau do chiến tranh loạn lạc không được trùng tu, tôn tạo nên bị đổ. Năm 2001, xã Phúc Thọ tổ chức khánh thành điện Đông Hải (cũng là một di tích tầm cỡ hàng đầu của xã Đông Hải xưa, nơi thờ vị anh hùng dân tộc Yết Kiêu và sát hải Đại Vương Hoàng Tá Thốn, hai vị thủy tổ của nghề sông nước) ngay trên khuôn viên của đền làng Cổ Bái xưa.
Linh vị của Tiến sĩ Phạm Huy được người dân Cổ Bái dành một nơi trang trọng trong điện Đông Hải. Cần nói thêm rằng, điện Đông Hải được tái dựng từ lòng hảo tâm của lương y Phạm Thiên Long (1922- 2006), người con của làng Cổ Bái thành đạt trên đất Sài Gòn, và ông chính là hậu duệ của Tiến sĩ Phạm Huy.
Về làng Cổ Bái xưa, theo chân ông Trần Vân Nam (cán bộ giảng dạy Trường Đại học Vinh về hưu) đến điện Đông Hải, chúng tôi thành kính thắp một nén hương trước linh vị Tiến sĩ Phạm Huy. Cụ từ trông coi điện Đông Hải mở tráp cho chúng tôi chiêm ngưỡng bảy sắc phong của hai triều đại Lê- Nguyễn liên quan đến thân thế, sự nghiệp và công đức của vị Tiến sĩ làng Cổ Bái. Nội dung các bản sắc phong khẳng định công đức hộ quốc giúp dân, bảo vệ mùa màng của vị nhân thần được thờ tại đền Cổ Bái và lệnh cho dân làng quanh năm khói hương, thờ phụng và tổ chức tế lễ hàng năm. 
Điện Đông Hải tái dựng trên nền Đền Cổ Bái xưa.
Trong đó, sắc ban năm Cảnh Hưng thứ 14 (triều Lê) khẳng định các bậc tiền nhân phong cho Phạm Huy làm Tử Vương ("Thần cai quản, hưởng lộc lâu dài một vùng") và nay tiếp tục "phong cho Đô cấp sự trung bái khê Phạm Công Khai xuất thân Đồng khoa tiến sĩ Qúy Sửu làm Hiến Đạt Đại Vương". Sau này, vua Lê Chiêu Thống phong tiếp "Hiến Đạt Uyên Nguyên Hùng Bái Đại Vương". Sang triều Nguyễn, năm Tự Đức thứ 11 Phạm Huy được "tặng thêm danh hiệu Tấn lương thần". Đến năm thứ 33 lại được "ban tặng Bảo chiếu Đàm âm, được tế lễ vào dịp Quốc Khánh". Năm Đồng Khánh thứ 2, công đức Phạm Huy được "ghi nhớ thần phả tặng thêm Dực bảo Trung Hưng chi thần". Năm Duy Tân thứ 3 tiếp tục ban sắc cho dân làng tế lễ vào dịp Quốc Khánh. Đến năm Khải Định thứ 9 tiếp tục "tặng thêm Quang ý Trung đẳng thần, đặc chuẩn tế lễ vào dịp Quốc Khánh".
Sự nghiệp và công đức của Tướng công- Tiến sĩ Phạm Huy là niềm tự hào của bao thế hệ người dân xã Phúc Thọ, huyện Nghi Lộc nói riêng và toàn tỉnh Nghệ An nói chung. Vì vậy, thế hệ hôm nay cần có những việc làm thiết thực để ghi nhớ và tôn vinh người con tiêu biểu của quê hương. Người nối tiếp công đức của Phạm Huy là cháu đời thứ 7 của Phạm Huy, Phó Bảng Phạm Huy Thuyến
Nguồn tin: Sở KHCN Nghệ An